# Myrteta unipuncta
Myrteta unipuncta là một loài bướm đêm trong họ Geometridae.